# Ptilinopus cinctus
El tilopo de dorso negro o  tilopo dorsinegro (Ptilinopus cinctus) es una especie de ave columbiforme de la familia Columbidae endémica de las islas menores de la Sonda. Anteriormente se consideraba que el tilopo del Alligator (Ptilinopus alligator), de Australia, era una subespecie del tilopo dorsinegro. 

## Descripción
El tilopo dorsinegro es una paloma grande (38–44 cm de longitud, 450-570 g de peso) con la cabeza, cuello y la parte superior del pecho blancos, la espalda negra y el obispillo gris, como el vientre. Su cola es negra con una banda gris en la punta y presenta una banda negra separando el pecho del vientre.

## Distribución y hábitat
El tilopo dorsinegro se extiende por todas las islas menores de la Sonda. Su hábitat natural son los bosques húmedos tropicales.

## Comportamiento
Se alimenta de frutos de los árboles del bosque, especialmente higos.
Anida en los árboles en una plataforma construida con palitos, donde pone un único huevo.